# Корти, Луиджи
Луиджи Корти (итал. Luigi Corti; 24 октября 1823, Гамбарана, Ломбардо-Венецианское королевство, — 18 февраля 1888, Рим, Италия) — итальянский дипломат, граф.

## Биография
Был министром иностранных дел (март — декабрь 1878 года) в кабинете Бенедетто Кайроли, представителем Италии на Берлинском конгрессе (1878 год) и на конференциях в Константинополе по поводу Черногории (1880 год), Греции (1881 год), Египта (1882 год) и Румелии (1885 год).